# النساء أثناء الإصلاح البروتستانتي

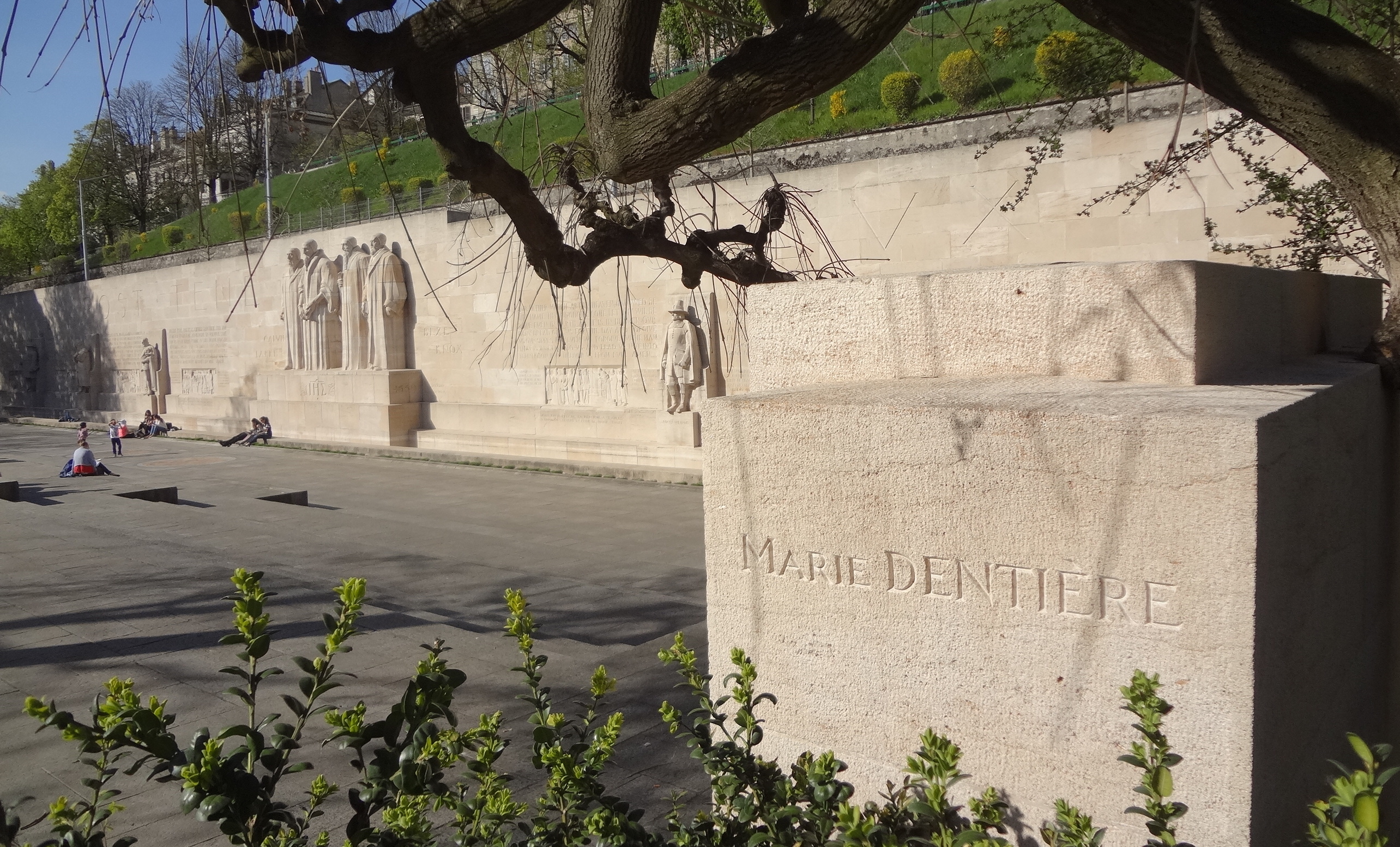

كان وضع النساء أثناء الإصلاح البروتستانتي هو لعب دور الزوجة والأم، تمامًا كما كان دور الرجال يكمن في ذلك الذي يؤديه الزوج أو الأب أو الابن.

## أدوار الجنسين

### الزواج
كان من المتوقع أن تكون الزوجة رفيقة لزوجها، ولكنها كانت دائمًا خاضعة له. وكان الرجال يطالبون بطاعة أزواجهم وكانت النساء يعانين من قيود على تصرفاتهن.

### التعليم والعمل المنزلي
كان فرضًا على النساء أن يكن صامتين ومطيعين وأن يؤدين المهام المنزلية. وكان الهدف من تعليم النساء هو تطوير مفهوم مقبول للزواج والتدريب على المهارات المنزلية. وكان يتم تعليم النساء كيفية الاعتناء بالأطفال ورعاية منازلهن وتصنيع الملابس لعائلاتهن ورعاية الماشية.
وما حدث من تغيير هو أن النساء أصبحن يُشجعن على دراسة الكتاب المقدس باللغة العامية، ليصبح لديهن تأثير توراتي على أطفالهن وأزواجهن. ومن خلال السماح للنساء بالتعلم وقراءة الكتاب المقدس، فإنهن وجدن فقرات تشير إلى النساء متساويات مع الرجال أمام الله.

## الحالة الكنسية

### لم يُسمح للنساء بالتبشير أو النشر
كان قيام النساء بالتبشير والوعظ من الأمور التي تعارضت مع الكلمات المنسوبة لسانت بول (1 تيموثاوس (Timothy) 2: 11-15)، والتي أمرت النساء بعدم الوعظ أو التبشير، لذا فإن كل النساء اللائي عملن في الوعظ شعرن بأنه من الضروري تبرير أعمالهن. وحتى الدور البديل الوحيد للنساء الذي كان موجودًا خارج نطاق الزواج، وهو الانضمام للدير، لم يعد متاحًا في المناطق البروتستانتية. وكان الاستثناء الوحيد هو ديانة تجديدية العماد، حيث يمكن للمرأة الوعظ في الكنيسة.

### لا مزيد من الأديرة النسائية
عمل الإصلاح البروتستانتي، عن طريق غلق الأديرة النسائية داخل الحركة، على إزالة خيار قيام المرأة البروتستانتية بدور ديني كامل فعليًا. وقال مارت لوثر نفسه واعظًا إن «المرأة يجب أن تبقى في المنزل وتعتني بالشؤون الأسرية كفرد حُرم من القدرة على إدارة هذه الشؤون الخارجية وتهم الدولة….» ووافق جون كالفن على أن «مكان المرأة في المنزل».

## المواقف الاجتماعية
بات بمقدور رجال الدين الآن التزوج، الأمر الذي يحد من المواليد غير الشرعية على الرغم من أن هناك أدلة قليلة إن وجدت على أن المواليد غير الشرعية كانت بسبب عدم تزوج رجال الدين بشكل رئيسي. وكانت أصوات النساء في فترة الإصلاح البروتستانتي تُقمع في الغالب مع التخلص من كتاباتهن، وفقًا لتعاليم الكتاب المقدس بشأن وجوب صمت النساء.

## المواقف الطائفية

### المعمدانيون
المعمدان اللاهوتي دكتور جون جيل (1690–1771) يعلق على إحدى رسائل كورنثوس 14:34، 35، قائلاً

في سفر التكوين 3:16، «يجب أن تكون رغبتك لزوجك ويجب أن تكوني خاضعة له». وبموجب هذا يريد الحواري أن يشير إلى أن سبب عدم تحدث النساء في الكنيسة أو عدم التبشير أو التعليم علنًا أو الاهتمام بالعمل الكهنوتي، هو لأن هذا من أعمال القوة والسلطة؛ الخاصة بالحكومة، وهو ما ينافي الخضوع الذي يأمر به الله النساء ليمتثلن به تجاه الرجال. والحالات الاستثنائية لديبورا وخلدة وآنا لا يجب أخذها كمثال أو قاعدة في مثل هذه الحالات.

### الميثودية
أيد مؤسس الميثودية جون ويسلي (1703–1791) وعالم اللاهوت الميثوديآدم كلارك (1762–1832) فكرة رعاية الذكور، إلا أنهما سمح بأنه يمكن للنساء المسيحيات الوعظ علنًا في اجتماعات الكنيسة إذا كن «يتمتعن بدفعة روحية غير عادية» (ويزلي)، وأنه يجب عليهن طاعة هذا النفوذ وأن «الحواري يضع التعليمات في الفصل 11 لتنظيم مظهرهن الشخصي إذا قمن بذلك.» (كلارك) واتفق اللاهوتي البروتستانتي ماثيو بول (اللاهوتي البروتستانتي) (1624–1679) في الرأي مع ويزلي حيث قال:
| النساء أثناء الإصلاح البروتستانتي | لكن باستبعاد هذه الحالة الاستثنائية للإلهام الروحي، [التأثير الإلهي القوي] كان، بلا شك، تحدث المرأة في الكنيسة عملاً غير قانوني. | النساء أثناء الإصلاح البروتستانتي |